# Фјумалбо
Фјумалбо (итал. Fiumalbo) је насеље у Италији у округу Модена, региону Емилија-Ромања.
Према процени из 2011. у насељу је живело 732 становника. Насеље се налази на надморској висини од 936 м.

## Становништво
Према резултатима пописа становништва 2011. у општини је живело 1.304 становника.
| 1931. | 1936. | 1951. | 1961. | 1971. | 1981. | 1991. | 2001. | 2011. |
| ----- | ----- | ----- | ----- | ----- | ----- | ----- | ----- | ----- |
| 2.815 | 2.746 | 2.453 | 2.112 | 1.734 | 1.588 | 1.554 | 1.370 | 1.304 |